# Horae Physicae Berolinenses
Horae Physicae Berolinenses (abreviado Horae Phys. Berol.) es un libro con ilustraciones y descripciones botánicas que fue escrito por el botánico alemán Christian Gottfried Daniel Nees von Esenbeck y publicado en el año 1820.